# Bulbine annua
Bulbine annua är en grästrädsväxtart som först beskrevs av Carl von Linné, och fick sitt nu gällande namn av Carl Ludwig von Willdenow. Bulbine annua ingår i släktet bulbiner, och familjen grästrädsväxter. Inga underarter finns listade i Catalogue of Life.